# Le Bord de l'eau
Le Bord de l'eau est une maison d'édition française, fondée en janvier 1994 par Dominique-Emmanuel Blanchard (dit DEB) à Latresne, près de Bordeaux. En 2001, il est rejoint par Jean-Luc Veyssy qui dirige la maison d'ėdition depuis 2007. Son siège est maintenant situé à Lormont (Gironde).

## Historique
L'histoire de la maison d'édition commence en décembre 1993 par la publication d'une revue littéraire, Le Bord de l'eau, réunissant des textes — notamment des nouvelles et des récits — d'auteurs connus ou non. 
Devant l'afflux de manuscrits qui lui parviennent à la suite de ce premier numéro, Dominique-Emmanuel Blanchard crée la maison d'édition le mois suivant, poursuivant parallèlement la publication de la revue, communément appelée « BDL ». 
Parallèlement, en 2005, DEB crée une société de production et de création audiovisuelle, Le Bord de l'eau productions. 
Depuis 2007, les trois entités (revue, éditions, production) sont dirigées par Jean-Luc Veyssy. 
En 2009, une filiale, « La Muette » est créée en Belgique,. En 2013, la maison reprend le fonds et la collection du MAUSS,.
Le 8 décembre 2023, les éditions Le Bord de l'eau reprennent officiellement la revue Le Festin, éditée par la maison d'édition éponyme qui était alors en redressement judiciaire. « Le Festin continuera de paraître en conservant son nom, sa ligne éditoriale ou encore sa charte graphique et poursuivra son développement numérique. »

## Thématiques
Éditeur essentiellement tourné vers la littérature à ses débuts, ainsi que la musique classique, avec les ouvrages de Michèle Lhopiteau-Dorfeuille (collection « Toutes les clés pour explorer la musique classique »), le Bord de l'eau a progressivement pris une orientation désormais plutôt axée sur les essais, les documents, les sciences humaines et sociales,.  

### Collections
- Antoine Spire dirige « Clair & Net » et « Penser les médias » (coédition Ina)
- Vincent Peillon dirige « Bibliothèque républicaine »
- Fabienne Brugère et Guillaume le Blanc codirigent « Diagnostics »
- Bernard Traimond et Eric Chauvier codirigent « Des Mondes ordinaires »
- Philippe Chanial et Serge Audier codirigent « Les Voies du politiques »
- Benoît Heilbrunn dirige « Mondes marchands »
- Nicolas Martin dirige « Études de style »
- Jean Cléder dirige « Arts en parole »
- Vincent Lowy dirige les collections cinéma « Ciné-mythologies » et « Ciné-politique »
- Jean-Marie Harribey dirige « L’économe encastrée »
- Edwin Le Héron dirige « Retour à l’économie politique »
- Carina Basulado et Philippe Chanial codirigent « Psychanalyse, sciences sociales et politique »
- Le collectif Illusio dirige la collection « Altérité critique »
- La collection « Documents »
- Léo Pitte dirige la collection « Pour Mieux Comprendre »
- Alain Caillé et Philippe Chanial codirigent la « Bibliothèque du MAUSS »
- Martine Beugnet et Baptiste Bohet codirigent la collection « Usage des Patrimoines Numérisés » (UDPN)

#### Et aussi
- Les éditions La Muette, sises à Bruxelles (Belgique)[11],[6], dirigées par Bruno Wajskop
- Les éditions Spondi, sises à Propriano (Corse)[12],[6], dirigées par François Ferrara

### Revues
- Germinal
- La Revue du Mauss
- Mauss international
- Écologie & Politique
- Illusio
- Dissidences